# Tomislav Šmuc
Tomislav Šmuc (ur. 23 czerwca 1976) – słoweński siatkarz, reprezentant kraju, grający na pozycji rozgrywającego. Obecnie? jest dyrektorem technicznym reprezentacji Słowenii.

## Jako zawodnik

### Sukcesy klubowe
Puchar Słowenii:
- 2001, 2007, 2008, 2012

Liga słoweńska:
- 2001, 2002, 2006, 2007, 2012
- 2010

Puchar Top Teams:
- 2003, 2007

Liga holenderska:
- 2003

MEVZA - Liga środkowoeuropejska:
- 2007, 2008
- 2012
- 2006

Puchar Challenge:
- 2008

Puchar CEV:
- 2011

Liga polska:
- 2011

## Jako trener

### Sukcesy klubowe
Puchar Słowenii:
- 2015